# 14 Korpus Zmechanizowany (ZSRR)
14 Korpus Zmechanizowany (ros. 14-й механизированный корпус) – wyższy związek taktyczny wojsk zmechanizowanych Armii Czerwonej okresu II wojny światowej.

## Formowanie
Korpus sformowany w składzie Zachodniego Specjalnego Okręgu Wojskowego. Podlegał dowództwu 4 Armii. Miejscem przedwojennej lokalizacji dowództwa korpusu był Kobryń (Zachodnia Białoruś).

## Skład
- 22 Dywizja Pancerna
- 30 Dywizja pancerna
- 205 Dywizja Zmotoryzowana
- 20 pułk motocyklowy
- 509 samodzielny batalion rozpoznawczy
- 519 samodzielny batalion łączności
- 67 samodzielny zmotoryzowany batalion inżynieryjny
- 114 korpuśna eskadra lotnicza[1]

## Wyposażenie
W dniu 22 czerwca 1941 14 Korpus Zmechanizowany liczył 15 550 żołnierzy (43% stanu etatowego) oraz posiadał na stanie:
- 534 czołgi, w tym:
  - 528 T-26, w tym 25 czołgów z miotaczami płomieni (chemiczne),
  - 6 BT,
  - 10 T-37/T-38[2] .

Poważnym mankamentem wyposażenia jednostki był brak dostatecznej liczby dział przeciwlotniczych i przeciwpancernych.

## Dowództwo
- Dowódca korpusu:
  - generał major Stiepan Oborin,
  - pułkownik Iwan Tutarinow
- zastępca do spraw politycznych − komisarz pułkowy Iwan Nosowski (20.03.1941-30.06.1941)
- szef sztabu − pułkownik Iwan Tutarinow[2]

## Działania bojowe
W chwili ataku niemieckiego Korpus wchodził w skład 4 Armii Frontu Zachodniego. O świcie 22 czerwca 1941 na skupisko czołgów, samochodów i armat 22 Dywizji Pancernej stacjonującej 2,5 kilometra od granicy w okolicy Brześcia spadł huraganowy ogień niemieckiej artylerii i karabinów maszynowych 34 Dywizji Piechoty. W wyniku ostrzału dywizja poniosła ciężkie straty w sprzęcie. W trakcie odwrotu spod Brześcia 22 Dywizja Pancerna została praktycznie rozbita przez oddziały 34 Dywizji Piechoty. Zgodnie z planem oddziały Korpusu koncentrowały się w okolicach Żabinki. W dniu 23 czerwca Korpus przeprowadził kontratak siłami pozostałości pułków pancernych 22 Dywizji Pancernej wsparte batalionem piechoty z 205 Dywizji Zmotoryzowanej. W kontrnatarciu nie brały oddziały 30 Dywizji Pancernej. Natarcie czołgów bez rozpoznania, wsparcia artyleryjskiego i wsparcia piechoty zakończyło się ciężkimi stratami. W tym samym dniu 30 Dywizja Pancerna bezowocnie kontratakowała niemiecką 18 Dywizję Pancerną w rejonie Poddubna. Po tych walkach  w korpusie pozostało ok. 110 czołgów. 24 czerwca wyniszczony korpus odszedł w rejon Kobrynia i Prużan. W dniu 28 czerwca 1941 Korpus znajdował się na południe od Mińska i liczył 1 825 żołnierzy i dwa czołgi T-26. 30 czerwca 1941 resztki Korpusu wraz z Borysowską Szkołą Pancerną broniły się w okolicy Borysowa. Dowódca Korpusu generał major Stiepan Oborin w ramach represji wobec dowództwa Frontu Zachodniego został aresztowany w lipcu 1941 i rozstrzelany.

## Rozformowanie
Korpus rozformowano z dniem 22 lipca 1941. 20 pułk motocyklowy przekształcony został w pułk strzelecki i walczył w składzie 3 Armii Frontu Centralnego.